# Botsuana en los Juegos Olímpicos de Sídney 2000
Botsuana estuvo representada en los Juegos Olímpicos de Sídney 2000 por un total de 7 deportistas masculinos que compitieron en 2 deportes.
El portador de la bandera en la ceremonia de apertura fue el boxeador Gilbert Khunwane. El equipo olímpico botsuano no obtuvo ninguna medalla en estos Juegos.